# マリモ地方創生リート投資法人
マリモ地方創生リート投資法人（マリモちほうそうせいリートとうしほうじん）は、東京都港区に本部を置く投資法人。東証上場のJ-REIT。

## 概要
広島市の不動産会社、マリモがスポンサーで、資産運用会社は「マリモ・アセットマネジメント株式会社」である。
東京圏以外の地方を中心とした、レジデンス、商業施設、ホテル、オフィス及び駐車場を「総合型収益不動産」として投資対象とした総合型J-REITである。
基本理念を東京一極集中の是正や地方創生としている点が特徴である。ただし、資産運用会社と本投資法人の所在地は、マリモの本社がある広島ではなく東京都港区（マリモ東京支店と同じ住所）にある。
2023年（令和5年）に、北海道札幌市の不動産会社であるアルファコート株式会社とサポート協定を締結した。

## 沿革
- 2016年（平成28年）2月5日 - 本投資法人の設立。本店所在地は東京都港区虎ノ門1丁目1番21号。
- 2016年（平成28年）3月16日 - 投信法第187条に基づく登録の実施（登録番号 関東財務局長 第113号）
- 2016年（平成28年）7月29日 - 東京証券取引所に上場
- 2024年（令和6年）7月17日 - 本店所在地を東京都港区虎ノ門2丁目3番17号に変更[2][6]

## ポートフォリオ
2023年6月30日現在で以下の通り。
- 取得価格合計：501.40億円
- 取得物件数：52物件
- 鑑定NOI利回り：6.3% - 地方物件が中心のため、東京の物件を中心とする他のJ-REITと比べて高めである。
- 地域別投資比率：北海道8.7%、東北9.1%、東京圏8.5%、甲信越・北陸・関東（東京圏以外）14.2%、東海14.3%、近畿5.6%、中国・四国9.0%、九州・沖縄23.6%
- 用途別投資比率：レジデンス42.0%、商業施設41.3%、ホテル5.0%、オフィス9.5%、物流施設2.3%